# Tierradentro
Národní archeologický park Tierradentro se nachází v jihozápadní Kolumbii, departementu Cauca, v andském pohoří Cordillera Central. Park sestává ze čtyř oddělených lokalit (Alto de San Andres, Alto de Segovia, Alto del Duende, El Tablon, pátá lokalita Alto del Aguacate se nachází mimo hranice parku) rozptýlených na ploše několik čtverečných kilometrů. Archeologický park vznikl v místě nálezů pohřebních podzemních hypogeí a monumentálních soch stejnojmenné předkolumbovské kultury Tierradento.
Zdejší hipogea byla používány především v období mezi roky 600 a 900 našeho letopočtu. Stěny pohřebních místností byly zdobeny barevnými (především červenými a černými) goemetrickými obrazci, vyobrazeními jak zvířecích, tak lidských motivů. Podzemní prostory byly vybudovány do masivu vulkanického tufu. Největší z pohřebních místností mají rozměry až 12 krát 7 m a sloužily k sekundárnímu uložení ostatků osob vyšších společenských vrstev.

## Fotogalerie

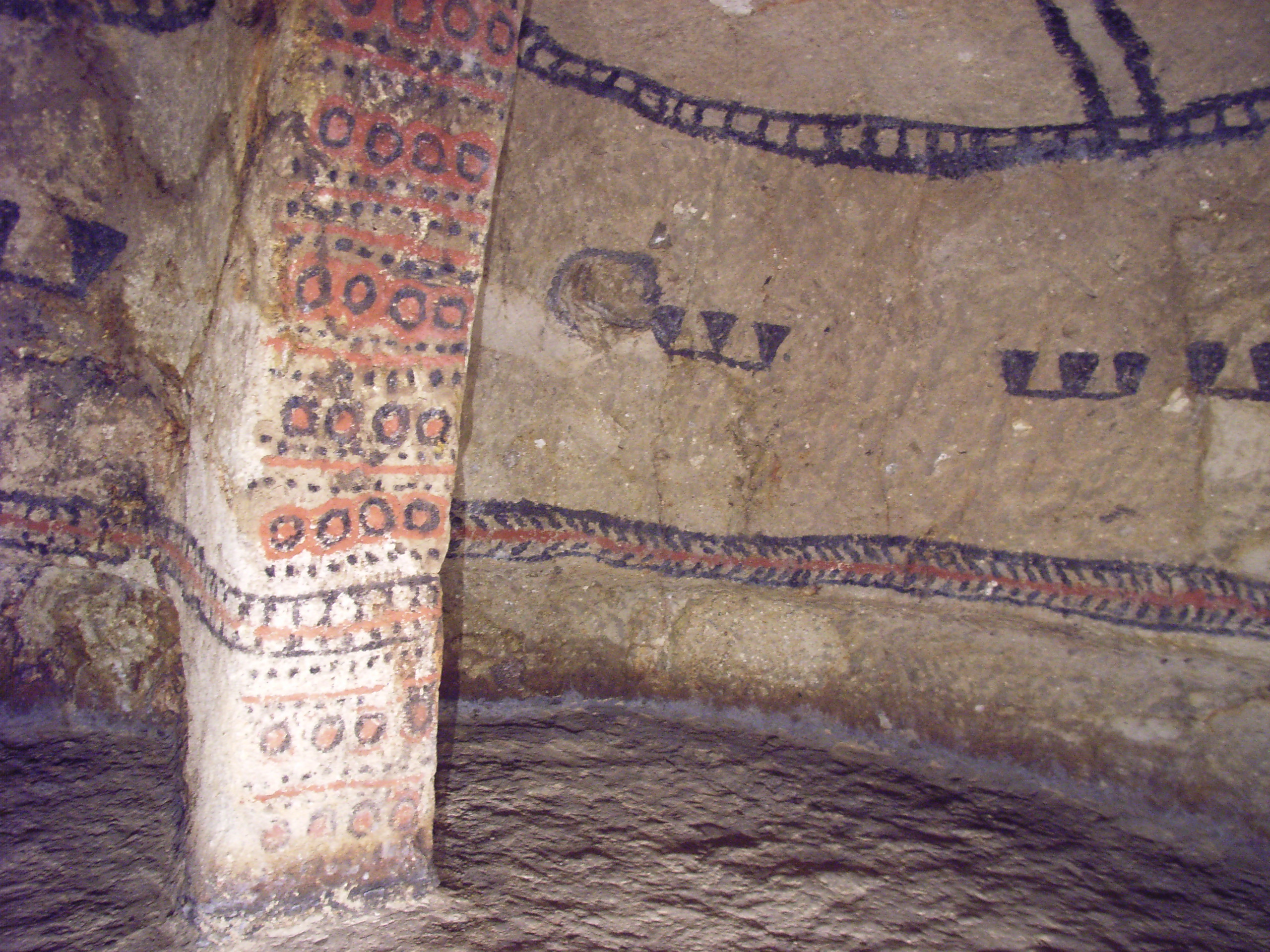
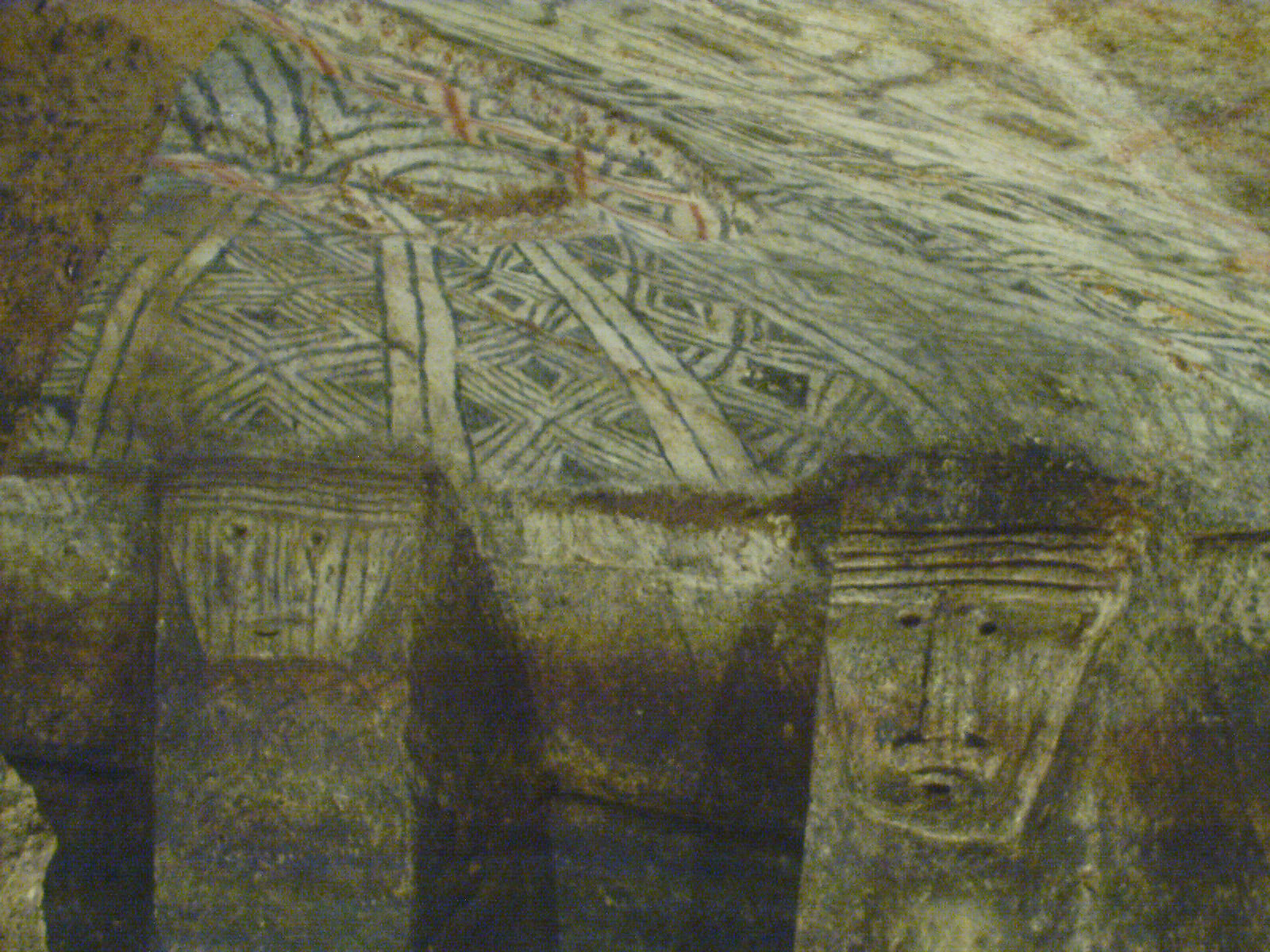
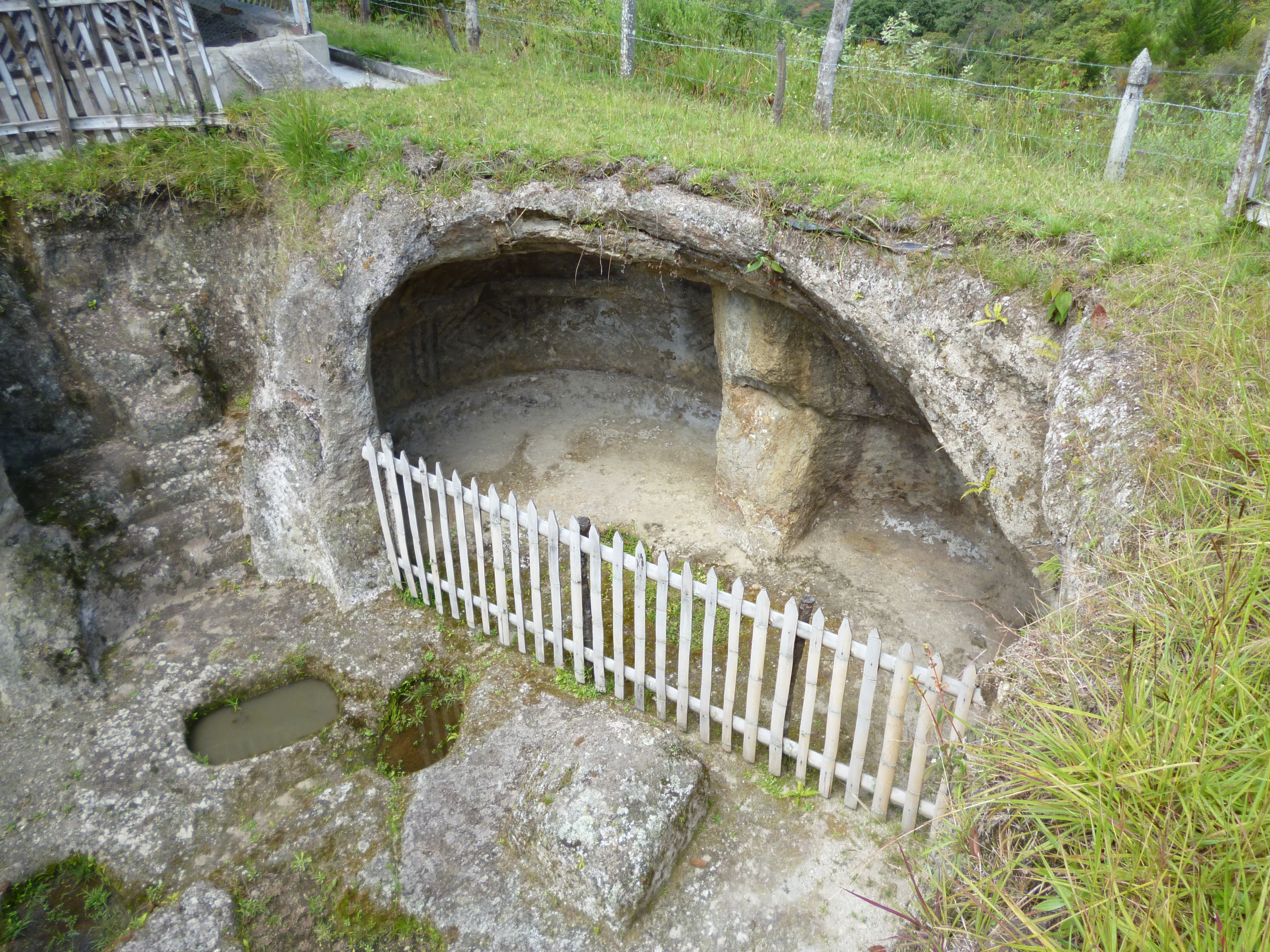